# 砂山靴下
表示タイトル:
株式会社SUNAYAMA（すなやま）は、東京都葛飾区に本社を置く、美容・健康雑貨の企画、開発、製造をおこなう日本の生活雑貨を扱うメーカーである。

## 概要
1963年6月、砂山博保により創業。当初は東京都江戸川区にて営業し、靴下の製造・販売をメインとしていた。
1976年10月、現在の営業地である東京都葛飾区に本社を移転。また、現在は美容・健康雑貨の企画、開発、製造を主としている。

## 沿革
- 1963年6月 - 砂山博保が東京都江戸川区にて砂山靴下株式会社を設立。
- 1976年10月 - 東京都葛飾区に本社移転。
- 1981年6月 - 対米輸出窓口として東京ホージェリー株式会社を設立。
- 1986年6月 - 香港グンゼ産業株式会社の資本参加を得てWorld Fashion Hosiery Co.,Ltd.を設立。中国広東省に砂山抹子有限公司として靴下製造工場を設立、生産開始。
- 2013年6月 - 新社屋竣工。
- 2016年8月 - 株式会社ナイガイと資本業務提携[1]。
- 2021年7月 - 第19回「勇気ある経営大賞」（東京商工会議所主催）にて優秀賞受賞[2]。
- 2025年6月-砂山靴下株式会社から株式会社SUNAYAMAに社名変更

## ブランド
- Cocoonfit（コクーンフィット）
- Carelance（ケアランス）
- nelne（ネルネ）
- ロコトレ
- SUNAYAMASK（スナヤマスク）[3][4]
- 株式会社SEEDとのコラボレーション商品『Radarかかと消しゴム[5]』
- 株式会社北見ハッカ通商とのコラボレーション商品『北のかおりハッカマスク[6]』
- アース製薬株式会社とのコラボレーション商品『履く用バスロマン[7]』